# Lasiacis oaxacensis
Lasiacis oaxacensis là một loài thực vật có hoa trong họ Hòa thảo. Loài này được (Steud.) Hitchc. ex Chase mô tả khoa học đầu tiên năm 1911.